# Ballay
 Ballay  es una población y comuna francesa, en la región de Champaña-Ardenas, departamento de Ardenas, en el distrito y cantón de Vouziers.

## Demografía
| 434                      | 502 | 490 | 447 | 475 | 473 | 473 | 471 | lac. | lac. | 417 | 390 | 375 | 350 | 382 | 374 | 373 | 336 | 332 | 346 | 331 | 303 | 283 | 300 | 307 | 290 | 315 | 267 | 265 | 230 | 254 | 245 | 243 | 242 |
| (Fuente: Cassin e INSEE) |     |     |     |     |     |     |     |      |      |     |     |     |     |     |     |     |     |     |     |     |     |     |     |     |     |     |     |     |     |     |     |     |     |